# Gregor von Berg
Gregor von Berg (rusko Григо́рий Макси́мович Берг), ruski general baltsko-nemškega rodu, * 1765, † 1838.
Bil je eden izmed pomembnejših generalov, ki so se borili med Napoleonovo invazijo na Rusijo; posledično je bil njegov portret dodan v Vojaško galerijo Zimskega dvorca.

## Življenje
Njegova botra je bila carica Katarina II. Leta 1778 je kot vodnik vstopil v Sibirski pehotni polk. 1. januarja 1782 je bil povišan v poročnika in v mesecu je postal nad-avditor Litvanske divizije. 
Udeležil se je vojne s Švedi (1788-89) ter bojev proti Poljakom (1794). 8. oktobra 1797 je bil povišan v polkovnika in 16. avgusta naslednje leto je bil imenovan za poveljnika Tambovskega mušketirskega polka. 
7. februarja 1800 je bil odpuščen iz vojaške službe, a je bil že 19. novembra istega leta ponovno aktiviran in imenovan za šefa Malorosijskega grenadirskega polka. 16. julija 1801 je postal še polkovni poveljnik. 
Udeležil se je vojne tretje koalicije, a je bil med bitko pri Austerlitzu ranjen in zajet. Januarja 1806 se je vrnil v Rusijo in 11. oktobra istega leta je postal poveljnik Revela. 
23. marca 1812 je postal šef 5. pehotne divizije; za zasluge je bil 18. oktobra istega leta povišan v generalporočnika. 12. decembra 1823 je bil povišan v generala pehote. 
25. marca 1828 je postal vojaški guverner Revela; upokojil se je 9. februarja 1832.